# Katzgraben (Film)
Katzgraben ist die 1957 geschaffene Aufzeichnung des DEFA-Studios für Wochenschau und Dokumentarfilm einer Inszenierung von Bertolt Brecht am Berliner Ensemble nach einem Bühnenstück von Erwin Strittmatter aus dem Jahr 1953.

## Handlung
Das Niederlausitzer Dorf Katzgraben braucht 1947 eine neue Straße. Großmann, der Großbauer – alle Dorfbewohner haben symbolische Namen – will aber keine. Die landarmen Bauern und Neusiedler, die den Boden des ehemaligen Junkergutes unter sich aufgeteilt haben, wollen die neue Straße bauen, um eine Verbindung von ihrem zurückgebliebenen Dorf zur Stadt zu schaffen. Auch die in der Nähe des Dorfes gelegene Zeche braucht die Straße, um die Kohle in die Stadt zu transportieren. Nur der Großbauer Großmann will sie nicht: denn haben die Bauern erst eine Straße, die ihnen bei der Abwicklung ihrer hinterwäldlerischen Existenz hilft, werden sie bald auch Maschinen und Traktoren haben, die ihnen helfen, den wirtschaftlichen Druck zu beseitigen, den er, noch immer – mit dem Verleih von Pferden, Futtermitteln und Saatgut – auf sie ausüben kann. Er setzt deshalb seine ganze Autorität daran, um das Projekt zu verhindern.
Auch die kleinen Bauern, die die Straße nötig hätten, stimmen gegen das Bauvorhaben, weil sie Großmanns Hilfe brauchen, obwohl sie merken, dass er sie immer wieder betrügt. So gibt er ihnen schlechte Saatkartoffeln, um die guten für sich zu nehmen. Ein weiterer Trick: Großmann und seine Frau stehen auch in volkseigenen Zeiten auf Privateigentum. Sie sind nicht gewillt, die vorgegebenen Anbaupläne zu erfüllen und bauen dafür lieber Tabak an. Das haben sie aber wiederum mit den anderen Bauern gemeinsam. Knecht Hermann ist für die Großbauern ein williger Gehilfe, der sich allein durch die Zusage, später einmal den Hof zu erben, bis zum Letzten ausnutzen lässt. So muss er noch am späten Abend buttern. Damit das keiner hört, spielt die Bäuerin Jesus, meine Zuversicht auf dem Harmonium. Dieser Hermann ist aber auch verliebt in die Tochter des Kleinbauern. Elli Kleinschmidt hat inzwischen die Aufnahmeprüfung an der Arbeiter-und-Bauern-Fakultät bestanden und studiert in der Stadt. Eines Tages kann sich Bauer Kleinschmidt einen Ochsen kaufen, dafür hat er aber kein Futter für ihn. Da der Ochse vor Hunger fast zusammenbricht, frisst er schon die Wäsche von der Leine und so sind sie wieder auf die Unterstützung Großmanns angewiesen. Ein weiteres Problem ist, dass Kleinschmidt mit dem schwachen Ochsen nicht tief genug pflügen kann, um genug Erde umzubrechen. Die Felder der Umgebung sind durch das Absenken des Grundwassers für das Bergwerk viel zu trocken.
Die Bergleute finden aber einen Weg, den Grundwasserspiegel wieder anzuheben. Und da die ärmeren Bauern immer mehr die Absichten des Großbauern durchschauen, wird die Zahl der Leute, die dem Straßenbau zustimmen, immer größer. Als der erste Traktor über die fertige neue Straße rollt, das entbehrlich gewordene Großbauernpferd als Strohpuppe vorbeigetragen wird und sogar schon ein HO-Eiswagen das Dorf erreicht, findet sich das Dorf zu einem großen Fest zusammen. Selbst Hermann hat sich von seinem vermeintlichen Gönner getrennt und sieht einer erfreulichen Zukunft mit Elli entgegen.

## Produktion
Die Aufzeichnung erlebte am 20. Oktober 1957 ihre Fernsehuraufführung im Deutschen Fernsehfunk. In den Kinos der DDR wurde der Film erstmals am 13. Oktober 1962 im Filmtheater des Staatlichen Filmarchivs der DDR Camera in der Berliner Friedrichstraße gezeigt. Die Aufnahmekamera war, bis auf wenige Ausnahmen, starr in der Mitte des ersten Ranges installiert. Bis auf die Schlussszene entstanden die Aufnahmen in Schwarzweiß. Extra für die Aufzeichnung im Berliner Ensemble kehrte Erwin Geschonneck an das Theater zurück, das er wegen Streitigkeiten mit Brecht verlassen hatte. Für das Theaterstück erhielt der Autor Erwin Strittmatter 1953 den Nationalpreis der DDR für Kunst und Literatur, III. Klasse.

## Kritik
Henryk Keisch befand in der Tageszeitung Neues Deutschland, dass die Bühnenfassung des Werkes seinerzeit und bis in die Gegenwart von den Theatern zu wenig beachtet worden sei. Deshalb sollte wenigstens der Film, der die Inszenierung des Berliner Ensembles unter der Regie von Brecht dokumentarisch festhalte, nicht nur im Archiv aufbewahrt werden. Lily Leder stellte zur Uraufführung in der Monatszeitschrift Theater der Zeit fest, dass es dem Autor nicht gelungen sei, einen echten Konflikt herauszuarbeiten.